# 大久保康村
大久保 康村（おおくぼ やすむら）は、江戸時代初期の旗本。
徳川氏譜代の重臣である大久保氏の宗家筋にあたる大久保康忠の嫡子。康忠は病弱だったために隠退し、一時家督は叔父にあたる忠景の元にあった。慶長5年（1600年）徳川秀忠に仕えて大番となる。同年の会津征伐、上田城の戦いに従軍した。慶長20年（1615年）大坂夏の陣に従軍し、岡山口の戦いで武功があった。その後加増を得て相模・武蔵・下総国内に1,300石を領した。